# チャー (トランスフォーマー)
チャー（Char）はハズブロとタカラ（現･タカラトミー）が展開するロボット玩具シリーズ、トランスフォーマーに登場する架空のキャラクター。海外名はカップ（Kup）。

## G1
『トランスフォーマー ザ・ムービー』から登場。英語版では『ザ・ムービー』ではライオネル・スタンダー、『2010』以降ジョン・スティーヴンソン。日本語版では阪脩、『ザ・リバース』では石井隆夫が声を担当した。

### 性格・特徴
経験豊かなベテラン戦士。ピックアップカーに変形する。セイバートロン星の警備隊長でもある。
自称「千の体験と一万の冒険談」を持つ、知識と経験豊かな老戦士であり、若いころの体験談を語るのが好きだが、まともに聞いてくれるのは戦い好きなダイノボットぐらいのものである。幾多の戦いを切り抜けたため、そのボディには無数の継ぎ接ぎや溶けた跡がある。
戦士としては勇敢だが、口やかましく、後に司令官となるホットロディマスの無鉄砲さに頭を痛めていたが『ザ・ムービー』での一件から信頼しあい、ロディマスコンボイとなってからも彼を支えた。
武器は塩酸を発射するレーザー銃。股間には小形エネルゴンキューブを収納するためのケースを入れるスペースがある。

### 活躍（G1）

#### トランスフォーマー ザ・ムービー
ストリークやドラッグを指揮しサイバトロンシティ周辺の警備を固めていたが、ホットロディマスがその場に突入。「イカレ暴走族」と評する。その後、ロディマスがサイバトロンのシャトルを乗っ取ったデストロンに攻撃。その後、デストロンがシャトルを捨てロディマスたちを攻撃。ブリッツウイングに狙われる彼を助け、サイバトロンシティに急行する。
コンボイとメガトロンとの戦いでは戦いに加勢しようとするロディマスに「手を出すな」と静止させ、コンボイにメガトロンへの止めを促していた。メガトロン敗退後はアーシーに攻撃を止めさせていた。その後コンボイの死を看取り、ウルトラマグナスが司令官の証・マトリクスを受け継ぐ。
ユニクロンにより強化改造されたガルバトロン率いるデストロンの襲撃によりロディマス、ダイノボットと共にシャトルに搭乗、操舵士を務めていた。この時グリムロックから戦いの話をせがまれて語るが、奔放に見えて使命感のあるホットロディマスに（セイバートロンの奪回や仲間の救出など）考えることはあると言われていた。なおもデストロンの戦艦が追ってきて、ミサイルは経験を活かして磁極を切り換えることで切り抜けたが、サイクロナスの攻撃により惑星クインテッサへ不時着。チャーはロディマスたちとはぐれ、海に落下。そこにいたロボットイカに襲われる。ロディマスに助けを求め、助けられたチャーはロディマスに修理を頼む。完治したチャーはロディマスに礼を言い、ダイノボットを探すが、クインテッサ星人の部下のガードに遭遇。チャーは宇宙共通の挨拶「バーウィップグラーナウィーピニボン」と言って、エネルゴンキューブを分け与えるが、キューブがなくなり飢えたガードに襲われ牢屋に入れられる。その後、クインテッサの裁判により、シャークトロンの群がる池に落とされる。チャーはシャークトロンの尻尾の鉄球をちぎり使用するなどして抵抗、次第に数に押されるが、ロディマスらの行方を探っていたウィーリーとダイノボットの登場により好転。クインテッサは撤退し、一向はシャトルで惑星惑星ジャンキオンへ向かう。
そこではウルトラマグナスを欠いたスプラングらがレックガー率いるジャンキオン一族に襲われていたため、チャーは彼らを警戒。そこにロディマスが宇宙共通の挨拶を交わし、サイバトロンはジャンキオンらと和解。独自の話し方をテレビで覚えたと話す彼らに「話の分かる友と会えて最高」という感想を述べた。修理されたウルトラマグナスからガルバトロンにマトリクスに奪われたことを聞き、一同はレックガーからそのガルバトロンがいると聞かされたユニクロンを目指す。
ロボットモードになったユニクロンを目にすると、「流石のワシもあれだけ巨大な相手は初めて見る」と話す。シャトルでユニクロンの体内に潜入した際は、スプラング、アーシーと共にユニクロンの処理装置に苦戦するが、ロディマスコンボイがユニクロンの機能を停止させたことにより、脱出。この時、ホットロディマスから変化した彼を見て、「見所のある若者だと思っていた」と呟いた。

#### 戦え!超ロボット生命体トランスフォーマー2010
第1話「新たなる戦い」より登場。第1回銀河系オリンピックに携わるが、ウルトラマグナス、スパイクと共にクインテッサ星人に捕まる。クインテッサに尋問された際は皿洗い主任スプーンと誤魔化していた。スプラングたちにより助けられ、ロディマスたちと合流。セイバートロン星に戻った後は、クインテッサの偽の難民船を、パーセプターと口論の末、通してしまい、戦いのきっかけとなる。
第11話「デスクリスタル」では惑星ドレッドにて怪物ケイオスのグイーグ山にて奴隷にされた過去が明らかになる。過去、その場を仕切るオルブたちにケイオスの身体から取れるデスクリスタルを集めていた。しかし、突然のケイオス出現に、チャーは閉じこめられた仲間を見捨てて逃げ出す。このことは本人にとって深い傷を残しており、仲間たちからもケイオスのことを口にすることは禁じていた。その時惑星ゴーのレックガーから蜂の巣のように撃ち抜かれたシャトルと地球防衛ステーションがあったとの連絡があった。チャーの調査で、シャトルやステーションはデスクリスタルの弾丸で撃ち落とされたものと判明。仲間からの尋問もあり、チャーは仲間たちから自分の過去と、デスクリスタルの秘密について話しドレッドに調査に向かう。そこではオルブに代わってガルバトロンがデスクリスタルを集め、巨大なデスクリスタル砲でセイバートロン星を破壊しようとしていた。チャーは仲間たちの励ましもあり、デスクリスタルを無くすためケイオスを退治しようと決意。洞窟に閉じ込められた彼だったが、奴隷たちを解放し、デストロンの使っていたデスクリスタル砲を使用し、ケイオスを撃破する。
第15話「戦いか死か!?」では磁気の渦を越えて惑星パラドロンから救援を求めたサンドストームの言うことを信じず、尋問していた。
第16話「スタースクリームの復活」ではスパイクと共にブロードキャストの管理する地球のスクランブルシティの視察に来ていたが、スタースクリームの幽霊に接触、騒動の解決のために仲間たちを指揮していた。
第28話「重すぎた使命」では総司令官の重責に押しつぶされそうなロディマスコンボイを見て、かつてのコンボイもそういう時があったと語った。デストロンが彼らには役に立たないとされるマトリクスを奪ったことを訝しがるメリッサに「一概にそういえない」と教える。実際にスカージがマトリクスを体内に入れて強化を遂げたが、剣の達人の訓示で立ち直ったホットロディマスが破った。初め総司令官の悩みは総司令官にしか分からないと考えていたため声をかけることはなかったが、彼がマトリクスと自分を共に取り返してロディマスコンボイに戻ると喜びまた、「マトリクスと一体でこそコンボイ」と言った。
終盤、宇宙ペストに感染したスペリオンによりリペア不能の重傷を負うが、クインテッサ星人の手により復活する。先に復活していたコンボイとの再開を喜んでいた。

#### トランスフォーマー ザ・リバース
第1話「ヘッドマスター誕生」から登場。本作品の日本語吹き替え版では、海外名のカップになっている。ネビュロン星にてリコイル / Recoil（声 - 柳沢栄治 / 英 - ジョニー・ハイマー）をパートナーにして、ターゲットマスターになる。
冒頭でサイバトロン星（セイバートロン星）に駐留。ブレインストームの後のヘッドマスターとして結実する彼のアイデアに、皆が疑問を抱く中、彼は賛成していた。コンボイよりプラズマエネルギー貯蔵庫のキーが盗まれたことを聞き、キーを取り返すために、シャトルに搭乗。貯蔵庫のあるジェネレーターCの12レベルに行き、セレブロスがキーを取り戻す。しかしエネルギーのオーバーロードにより、シャトルはサイバトロン星から遠く離れたネビュロン星にまで飛ばされてしまう。カップはシャトルをコントロールし、海に不時着させ墜落は免れるが、シャトルは爆発。帰る手段を失う。
そこに住むネビュロン人に星の支配者であるハイブの一味と勘違いされ拘束され、さらには追跡してきたデストロンに攫われてしまう。このとき、尋問したスカージに反抗したために、身体を伸ばす拷問にかけられる。ヘッドマスターとなったブレインストームたちに救出された後は、デストロンのターゲットマスターに対抗するため、リコイルをパートナーとしたターゲットマスターとなる。
その後、コンボイと合流。サイバトロン星にて、サイバトロン星や地球、ネビュロン星を守るためプラズマエネルギーのキーを破壊することになるが、それに反対しキーを守るコンボイに対し直言していた。

#### トランスフォーマー　ザ☆ヘッドマスターズ
第1話「空から来た四人の戦士」より登場。ブラーやアーシーと共に惑星アセニアに駐留している。フォートレスとは友人であると設定され、再会を懐かしんでいた。
第10話「セイバートロン星危機一髪 後編」では故郷セイバートロン星がスコルポノックの手により爆破され、新たなトランスフォーマーが住める星を探すためロディマスコンボイとブラーと共に旅に出る。
終盤、『リバース』同様ターゲットマスターとして再登場の予定だった。

### コミック版での活躍
テレビマガジン版コミックでは第2作『超ロボット生命体物語ザ☆トランスフォーマー』の第1話より登場。
第2話ではガルバトロンの作戦によりメガトロンが多数出現。仲間と共にジャンプ台となってロディマスコンボイを跳ばし、倒すのに貢献した。この時「ガルバトロンの正体がメガトロンだと思っていた」と発言していた。
第5話ではウィーリーのフェミニア星襲撃に疑問に答え、巨大ロボット同士の戦いに歓喜するウィーリーに釘を刺していた。
ケイブンシャの大百科別冊『戦え!超ロボット生命体トランスフォーマー2010』に掲載された「最強のトランスフォーマーは」ではサイバトロン側の7人のメンバーに選抜。スタースクリームとサイクロナスに倒されてしまう。

### 玩具（G1）
日本では1986年11月に「C-82」のナンバーを与えられて発売。海外の初期販売版はタイヤがゴムと金属製だが、後期版はプラスチック製に変更。後期版の仕様で発売された。外見は体の傷跡の再現などはないため、若いころに近い。当時開発を担当した餘家英昭は老人の玩具であることに難儀し、少しでもシワを少なくなるようにしたと語る。
海外ではターゲットマスター版が発売。パートナーとしてリコイルが同梱し、車体後部に取り付け穴が設けられている。当時、日本でもホットロディマスやブラーと共に発売予定があったが中止された。
2005年8月にはターゲットマスター版がウィーリーとのセットで『トランスフォーマー コレクション』の「20 フューチャーサイバトロン」として国内で発売。タイヤはゴムと金属製に戻されている。当時のものと違い、以前のレーザー銃も同梱され保持できるように改修されている。また、キャラクターカードには当時欠番だった「C-113」のナンバーが振られている。9月にはe-Hobby限定発売のオライオンパックスに流用されている。

## マイクロン伝説
『マイクロン伝説』ではステッパーのパートナーマイクロンとして登場。G1のチャーとの関連性はない。バイクに変形する。第31話より登場。
普段はビークルモードのステッパーの後部に格納され、エボリューションの際にボンネットの上に飛び乗り、彼を変形させ、後部にビークルモードで合体し高速形態にする。

### 活躍（マイクロン伝説）
仲間になった経緯などは描かれておらず、ステッパーの登場と共に登場している。
第31話のステッパーのエボリューションにて初登場。彼を高速形態に変化させ、突如現れたランページを追跡する。
第40話ではコンボイの死に暴走するホットロッドを止めるために他のパートナーマイクロンと登場。

### 玩具（マイクロン伝説）
国内では「MC-10 ステッパー」に同梱。2003年8月発売。高速形態のほかにステッパーの背部にエボリューションすることによりジャイアントアッパーが発動。

## トランスフォーマー ユナイテッド
G1に準じたデザインで登場。2011年2月26日に「UN-17 オートボットカップ」として発売。ピックアップトラックに変形する。4月には塗装を変更したダメージバージョンがe-hobby限定商品「TFユナイテッド Autobot SET」にホットロッド（ブルークリアバージョン）、スクラップヒープと共に発売。
カップ発売以前の2010年12月には「トランスフォーマーユナイテッド 発売記念キャンペーン」にてミニコン・エアリフトの配色変更品がリコイルとしてトイザらスで関連商品を3000円以上購入者に配布された。

## コンピュータゲーム
プレイステーション2専用ソフト『トランスフォーマー』ではサイバトロン側の使用キャラクターの1人として登場。ステージ8クリア後に仲間になる。